# Wüstfalke
Der Ortsteil Wüstfalke (auch Wüstenfalke) bildet zusammen mit Großfalka, Kleinfalke, Niebra und Otticha die Geraer Ortschaft Falka mit insgesamt 416 Einwohnern (Stand 31. Dezember 2011).

## Geographie
Der Ort ist im südöstlichsten Zipfel der Stadt Gera nahe der Bundesstraße 92 in Richtung Weida gelegen. Die Ortslage Wüstfalke liegt in Südhanglage über dem rechten Ufer eines Quellbachs im Amselgrund und ist in dem benachbarten Kleinfalke aufgegangen.

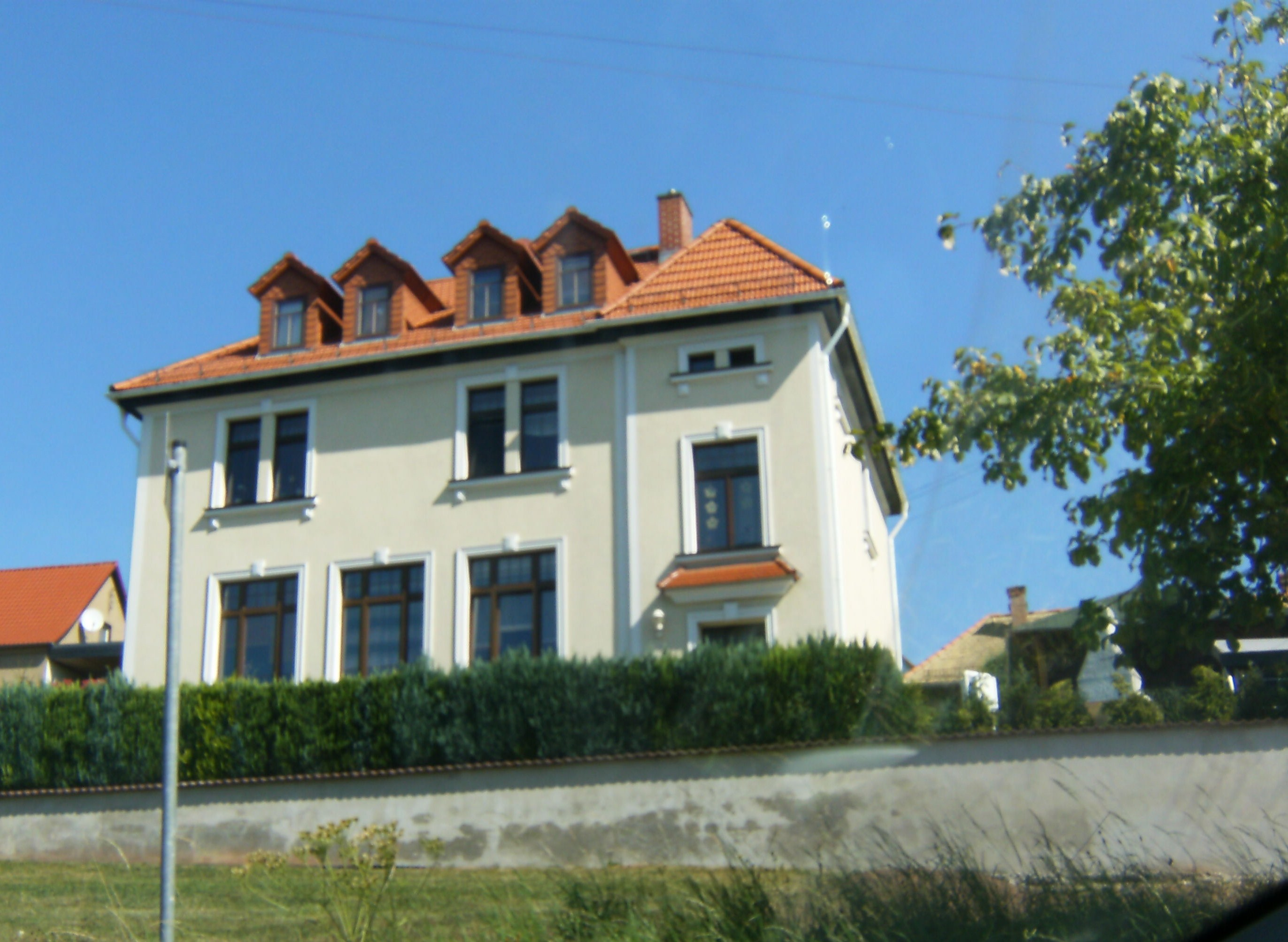
Ehemalige Schule

## Geschichte
Seit 1533 ist der Ort zweifelsfrei bestehend, 1827 zählt der Ort 20 Häuser und 80 Einwohner.
Wüstfalke unterstand der Ober- und Erbgerichtsbarkeit des Rittergutes Kleinfalke, ab 1863 im Besitz der Familie Bruhm befindlich, wird ab 1863 von hier aus auch das ebenfalls der Familie Bruhm gehörende Gut Kleinfalke mitverwaltet.

## Politik
Kleinfalke mit dem dazugehörenden Wüstfalke, Großfalka, Niebra und Otticha sind seit dem 1. April 1994 zur Stadt Gera eingemeindet. Seitdem bilden die Orte den Ortsteil Falka der Stadt Gera mit eigener Ortschaftsverfassung und Ortsteilrat (bis II/2009 Ortschaftsrat). Ortsteilbürgermeister ist Herbert Dietrich (parteilos).

## Entwicklung der Einwohnerzahl
| Jahr      | 1827 | 1864 | 1910 |
| Einwohner | 80   | 203  | 181  |

## Verkehr
- ÖPNV-Verbindung besteht mit der GVB-Linie 18 bzw. RVG-Linie 219.
- Nächstgelegener Bahnhof ist Wünschendorf (Elster).

## Bildung
Die nächstgelegene Kindereinrichtung ist
- Kindergarten Kleinfalke im zum Ortsteil gehörenden Kleinfalke.

Zuständige Grundschulen sind seit dem Schuljahr 2009/10 in Schulgebäudeunion in Zwötzen die
- Grundschule 9 Zwötzener 'Schule und die
- Montessori-Grundschule Waldschule Liebschwitz.

Die nächstgelegene Regelschule ist die
- Staatliche Regelschule 4 in Lusan.